# Kazimierz Sławiński (pilot)

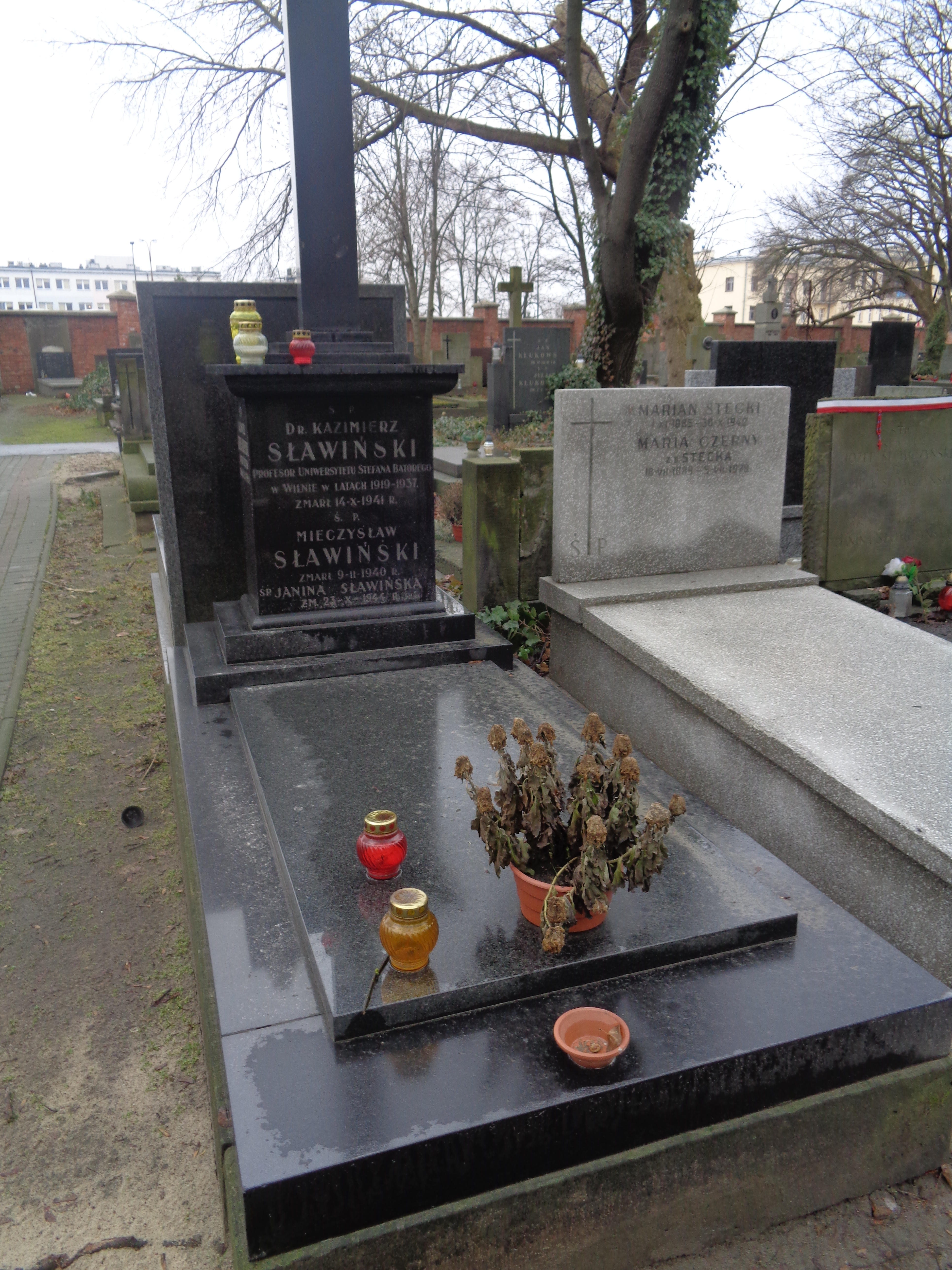
Grób Kazimierza Sławińskiego na Cmentarzu Powązkowskim

Kazimierz Sławiński (ur. 24 czerwca?/7 lipca 1914 w Kijowie, zm. 8 października 1985 w Warszawie) – polski publicysta i pisarz, porucznik pilot i obserwator Wojska Polskiego II RP.

## Życiorys
W roku 1920 wrócił wraz z rodzicami do Polski, osiedlając się w Toruniu. Tam ukończył szkołę powszechną i gimnazjum.
Po ukończeniu w 1932 roku gimnazjum wstąpił na ochotnika do wojska, do Szkoły Podchorążych Rezerwy Artylerii we Włodzimierzu. W okresie od 13 lutego do 15 lipca 1933 roku odbywał kurs w Szkole Podchorążych Rezerwy przy 1 batalionie balonowym w Toruniu. Następnie został słuchaczem Szkoły Podchorążych Artylerii w Toruniu. W październiku 1935 roku otrzymał nominację na stopień podporucznika artylerii. Po ukończeniu kursu obserwatorów balonowych, od października 1935 roku do listopada 1937 roku, pełni służbę jako oficer służby stałej w 1 batalionie balonowym w Toruniu.
W grudniu 1937 roku został skierowany do Centrum Wyszkolenia Lotniczego nr 1 w Dęblinie na kurs aplikacyjny obserwatorów, który skończył w czerwcu 1938 roku, otrzymując tytuł obserwatora. Po ukończeniu kursu wrócił do Torunia, gdzie pełnił służbę w 4 pułku lotniczym do wybuchu wojny.
W trakcie służby wojskowej był także członkiem Aeroklubu Pomorskiego w Toruniu w latach 1935 – 1939. Uzyskał w nim uprawnienia pilota samolotowego turystycznego II kategorii, pilota szybowcowego kategorii C i pilota balonowego.
W kampanii wrześniowej w 1939 roku pełnił służbę jako podporucznik obserwator w II plutonie 46 eskadry obserwacyjnej, w składzie lotnictwa Armii „Pomorze”. Latał na samolotach obserwacyjnych Lublin R-XIIID, wykonując loty rozpoznawcze m.in. w rejonie Koronowa – Świecia (3 września 1939), Inowrocławia (8 września), Wyszogród – Płock (14 września). W dniu 17 września 1939 roku podczas startu z lotniska polowego w Kroczewie w trakcie przelotu samolotów eskadry na wschód jego samolot uległ rozbiciu. Dnia 19 września 1939 roku dostał się do niewoli niemieckiej. Do 30 stycznia 1945 przebywał w oflagach: Prenzlau, IV C Colditz i II C Woldenberg. W niewoli był członkiem konspiracji.
Po wyzwoleniu z obozu jenieckiego wrócił do Polski na początku lata 1945 roku. W sierpniu podjął pracę w Polskich Liniach Lotniczych LOT w Warszawie na Okęciu, przeszkolenie w pilotażu przeszedł w 15 Mieszanym Szkolno-Treningowym Pułku Lotniczym w Radomiu. Następnie w okresie od października 1945 roku do września 1948 roku latał jako pilot komunikacyjny na liniach krajowych i zagranicznych w PLL LOT. Po wypadku lotniczym odszedł z pracy w lotnictwie, pracując poza nim w latach 1949–1959. W tym czasie ukończył studia na Wydziale Architektury Politechniki Warszawskiej uzyskując dyplom inżyniera architekta. Później od stycznia 1960 roku do sierpnia 1964 roku pracował w Zarządzie Ruchu Lotniczego i Lotnisk Komunikacyjnych na stanowisku starszego inspektora lotnisk. W dniu 9 maja 1970 roku otrzymał awans na stopień porucznika rezerwy.
Od połowy lat pięćdziesiątych działał w Związku Bojowników o Wolność i Demokrację, potem w Klubie Seniorów Lotnictwa. Należał do Klubu Twórców Lotniczych, współpracował z Wojskowym Instytutem Historycznym.
Rozwinął działalność publicystyczną w prasie lotniczej i tygodnikach ogólnopolskich, napisał ponad 100 artykułów o tematyce lotniczej. Pisać książki głównie o tematyce lotniczej. Kilka spośród jego książek wydano w serii „Żółty Tygrys”. Pisał do ostatnich chwil swojego życia.
Zmarł 8 października 1985 roku w Warszawie, został pochowany na cmentarzu Powązkowskim (kwatera 241-5-5).
W latach 1946–1968 był żonaty z Anną Danutą Leśniewską, powstańczą sanitariuszką, przewodniczką turystyczną. Z ich związku narodziło się dwoje dzieci: syn Marcin (ur. 1951) i córka Bożena (ur. 1954).

## Opublikowane książki
- Uciekamy (1958)
- Uwaga dywersja (1962) z serii wydawniczej Biblioteka Żółtego Tygrysa nr 2/1962
- Jaki startują o świcie (1962) – wspólnie z Medardem Koniecznym
- Bój pod Wizną (1964) z serii wydawniczej Biblioteka Żółtego Tygrysa nr 3/1964
- Powietrzne awantury (1965)
- Wyrównany rachunek (1966)
- Chryszczata (1966) z serii wydawniczej Biblioteka Żółtego Tygrysa nr 12/1966
- Przygody kanoniera Dolasa (1967)
- W powietrzu i na ziemi (1968)
- Kurs 283 (1970) z serii wydawniczej Biblioteka Żółtego Tygrysa nr 25/1970
- Bomby torują drogę (1972) z serii wydawniczej Biblioteka Żółtego Tygrysa nr 13/1972
- Awantur powietrznych ciąg dalszy (1973)
- Jeniecki obóz specjalny Colditz (1973)
- Finał wojny we wspomnieniach lotników (1973)
- Bitwa o Pomorze 1939 (1974)
- Dzieje polskich skrzydeł (1974)
- Ucieczka z niewoli (1975)
- Ławica – poznańskie lotnisko (1975)
- Bój o Oranienburg (1976)
- Na wrześniowym niebie (1976)
- Żurawiem na dalekie trasy (1976)
- W pomorskiej gardzieli (1976) z serii wydawniczej Biblioteka Żółtego Tygrysa nr 3/1976
- W ogniu i wichrze (1978)
- Rozpoznać wroga z północy (1979) z serii wydawniczej Biblioteka Żółtego Tygrysa nr 7/1979
- Pierwszy myśliwski (1980)
- Lotnisko Mokotowskie w Warszawie (1981)
- Spod znaku szachownicy (1982)
- Lotnisko toruńskie 1920-1945 (1983)
- Z lotów na rozpoznanie (1984)
- Z dziejów polskiej aeronautyki wojskowej (1987)
- Lotnictwo Armii „Pomorze” (1992)

## Ordery i odznaczenia
- Krzyż Srebrny Orderu Wojennego Virtuti Militari
- Krzyż Armii Krajowej
- Medal „Za udział w wojnie obronnej 1939”.

## Ekranizacje
Na podstawie książki Powietrzne awantury reżyser Hieronim Przybył w 1967 roku zrealizował film Paryż – Warszawa bez wizy, a na podstawie Przygód kanoniera Dolasa reżyser Tadeusz Chmielewski napisał scenariusz i nakręcił w 1969 roku film Jak rozpętałem drugą wojnę światową.